# Риџвеј (Колорадо)
Риџвеј (енгл. Ridgway) град је у америчкој савезној држави Колорадо.

## Демографија
По попису из 2010. године број становника је 924, што је 211 (29,6%) становника више него 2000. године.
| Група             | 2000.       | 2010.       |
| Белци             | 644 (90,3%) | 854 (92,4%) |
| Афроамериканци    | 0 (0,0%)    | 1 (0,1%)    |
| Азијати           | 2 (0,3%)    | 7 (0,8%)    |
| Хиспаноамериканци | 34 (4,8%)   | 46 (5,0%)   |
| Укупно            | 713         | 924         |